# Arnoldo I di Kleve
Arnoldo I in lingua tedesca Arnold I. (Kleve) (1100 circa – 20 febbraio 1147) fu conte di Kleve dal 1119 circa fino alla sua morte.

## Origine
Secondo il documento n° II del Un cartulaire de l'abbaye de Saint-Vaast d'Arras, codex du XIIe siècle, Arnoldo era il figlio del conte di Kleve, Teodorico I e della moglie di cui non si conosce né il nome né gli ascendenti. 

Di Teodorico I non si conoscono con certezza gli ascendenti; secondo la GENEALOGY.EU, era figlio del conte di Kleve, Teodorico, che era discendente del conte di Kleve, Ruggero I, e della moglie, Wazela di Lotaringia, figlia illegittima del conte palatino di Lotaringia della dinastia degli Azzoni, Azzo di Lotaringia.

Gli Annales Rodenses presentano Ruggero I di Kleve come nobile, famoso e potente, assieme al fratello, Gerardo (in Flandriensi provintia duo nobiles germani fratres aput saeculum praeclari et potens, alter Gerardus et alter vocabatur Rutgerus).

## Biografia
Di Arnoldo si hanno poche notizie, comunque è documentato come conte di Kleve o di Tomburg, tra il 1120 e il 1141.
Arnoldo (Arnoldus de Clive) viene citato, per la prima volta, come testimone dell'arcivescovo, Friedrich von Schwarzenburg (Fridericus dei gratia sancte coloniensis ecclesie archiepiscopus), nel documento n° 285 del Urkundenbuch für die Geschichte des Niederrheins, Volume 1, datato 1117, (comes Teodericus de Tuneburch).
Non si conosce l'anno esatto della morte di suo padre Teodorico I, che avvenne dopo il 1118, anno in cui compare citato nel documento n° 288 del Urkundenbuch für die Geschichte des Niederrheins, Volume 1, datato 1118, come testimone (Theodericus comes de Thonburch) dell'arcivescovo, Friedrich von Schwarzenburg (Fridericus dei gratia sancte coloniensis ecclesie archiepiscopus).

Arnoldo gli succedette come Arnoldo I, e compare già citato come conte di Kleve, nel 1120, come da documento n° II del Un cartulaire de l'abbaye de Saint-Vaast d'Arras, codex du XIIe siècle.
Come il padre, Teodorico I, Arnoldo continuò a collaborare con l'arcivescovo di Colonia, Friedrich von Schwarzenburg, come appare da due documenti: 
- il n° 301 del Urkundenbuch für die Geschichte des Niederrheins, Volume 1, datato 1026, in cui compare come testimone (Arnoldus comes de Cleue)[6];
- il n° 40 del Quellen zur Geschichte der Stadt Köln, Volume 1, datato 1027, in cui compare ancora come testimone (Arnoldus prepositus maiori ecclesiae)[7].

Arnoldo aveva ottenuto incarichi anche ecclesiastici sia a Colonia, che a Xanten, tra cui i diritti di ufficiale giudiziario sul monastero di Fürstenberg e sul duomo.
Arnoldo ebbe buoni rapporti con i re di Germania, Lotario II di Supplimburgo (Lotharius tertius Romanorum rex) e Corrado III di Svevia (Cunradus divina favente clementia Romanorum rex secundus), come ci confermano alcuni documenti del Urkundenbuch für die Geschichte des Niederrheins, Volume 1:
- il n° 304, datato 10 febbraio 1129, in cui, come il padre Teodorico I, Arnoldo viene citato come feudatario del castello di Tomburg (oggi in rovina), nelle vicinanze di Rheinbach, con l'area associata (Arnoldus de Thonoburg)[8];
- il n° 305, datato 8 maggio 1129, in cui Arnoldo viene citato con altri conti (Comites: Gerhardus Longus de Gelere, Arnoldus de Cliue)[9];
- il n° 343, datato 14 settembre 1141, in cui Arnoldo viene citato con altri nobili (comes Arnoldus de Cleuia)[10].

Arnoldo morì il 20 febbraio 1147; il conte Arnoldo I fu sepolto nel monastero di San Marco a Bedburg, da lui fondato (Arnoldus comes de Cliue locum quendam in Bedebur dictum) come viene ricordato dall'arcivescovo di Colonia, Philipp von Heinsberg, nel documento n° 463 del Urkundenbuch für die Geschichte des Niederrheins, Volume 1.

Ad Arnoldo succedette il figlio secondogenito, Teodorico, come Teodorico II, confermato dal documento n° 404 del Urkundenbuch für die Geschichte des Niederrheins, Volume 1.

## Matrimonio e discendenza
Arnoldo I, verso il 1120, come ci viene confermato dalla Genealogia Ducum Brabantiæ Heredum Franciæ, aveva sposato Ida di Lovanio, che era figlia del langravio del Brabante, conte di Lovanio e Bruxelles, margravio di Anversa e anche duca della Bassa Lorena (Lotaringia), Goffredo il Barbuto e della sua prima moglie, Ida di Chiny, come conferma la Chronica Albrici Monachi Trium Fontium; Ida aveva portato in dote la città di Wesel ed il suo circondario, ed inoltre il legame con la famiglia ducale gli diede anche una maggiore indipendenza dall'arcivescovado di Colonia.

Arnoldo I dalla moglie, Ida, ebbe tre figli:
- Arnoldo († 1134 circa), morto in gioventù
- Teodorico († 1172), conte di Kleve[12]
- una figlia, che secondo il volume XVIII, capitolo 2 delle Europäische Stammtafeln (non consultate), aveva sposato il conte di Altena, Eberardo I di Berg[15][16].